# 東亞聯盟中國總會
東亞聯盟中國總會是汪精衛政權的組織，於1941年2月1日在南京市成立。

## 歷史
1939年東亞聯盟協會在日本成立，此後中國日佔區相繼成立了幾個屬於東亞聯盟運動的組織，包括北平的中國東亞聯盟協會、廣東的中華東亞聯盟協會和南京的東亞聯盟中國同志會。
東亞聯盟中國總會於1941年2月1日在汪精衛政權的首都南京市成立，整合了中國日佔區其餘的東亞聯盟運動組織。會長汪精衛，理事會秘書長周佛海，常務理事有陳公博、溫宗堯、陳璧君、陳群、徐良、諸青來、趙毓松、周佛海、梅思平、林柏生、繆斌、丁默村。

## 主張
以政治獨立、軍事同盟、經濟合作與文化溝通為綱領。聲稱為實現孫中山之大亞洲主義精神，同日本進行合作，「達到共存共榮、復興東亞之共同目的」。